# تپه و گورستان منجیق تپه
تپه و قبرستان منجیق تپه مربوط به هزاره اول قبل از میلاد است و در شهرستان طارم، روستای جزلان دشت واقع شده و این اثر در تاریخ ۱۳ اسفند ۱۳۵۴ با شمارهٔ ثبت ۱۰۵۱ به‌عنوان یکی از آثار ملی ایران به ثبت رسیده است.